# Cầu lông tại Đại hội Thể thao châu Á 2010
Cầu lông tại Đại hội Thể thao châu Á 2010 được tổ chức tại Tianhe Gymnasium, Quảng Châu, Trung Quốc từ 13–21 tháng 11 năm 2010.

## Huy chương giành được
| Nội dung    | Vàng | Bạc | Đồng |
| ----------- | --- | --- | --- |
| Đơn nam     | Lâm Đan · Trung Quốc | Lee Chong Wei · Malaysia | Trần Kim · Trung Quốc |
| Đơn nam     | Lâm Đan · Trung Quốc | Lee Chong Wei · Malaysia | Park Sung-Hwan · Hàn Quốc |
| Đôi nam     | Indonesia (INA) · Markis Kido · Hendra Setiawan | Malaysia (MAS) · Koo Kien Keat · Tan Boon Heong | Indonesia (INA) · Muhammad Ahsan · Alvent Yulianto |
| Đôi nam     | Indonesia (INA) · Markis Kido · Hendra Setiawan | Malaysia (MAS) · Koo Kien Keat · Tan Boon Heong | Hàn Quốc (KOR) · Jung Jae-Sung · Lee Yong-Dae |
| Đội nam     | Trung Quốc (CHN) · Bào Xuân Lai · Thái Vân · Trần Kim · Thầm Long · Phúc Hải Phong · Quách Chấn Đông · Hạ Hàn Mẫn · Lâm Đan · Tô Chấn · Trương Nam    | Hàn Quốc (KOR) · Jung Jae-Sung · Hong Ji-Hoon · Kim Ki-Jung · Ko Sung-Hyun · Lee Hyun-Il · Lee Yong-Dae · Park Sung-Hwan · Shin Baek-Cheol · Shon Wan-Ho · Yoo Yeon-Seong                                                                                      | Indonesia (INA) · Tontowi Ahmad · Muhammad Ahsan · Alvent Yulianto · Taufik Hidayat · Markis Kido · Sony Dwi Kuncoro · Dionysius Hayom Rumbaka · Simon Santoso · Hendra Setiawan · Fran Kurniawan                             |
| Đội nam     | Trung Quốc (CHN) · Bào Xuân Lai · Thái Vân · Trần Kim · Thầm Long · Phúc Hải Phong · Quách Chấn Đông · Hạ Hàn Mẫn · Lâm Đan · Tô Chấn · Trương Nam    | Hàn Quốc (KOR) · Jung Jae-Sung · Hong Ji-Hoon · Kim Ki-Jung · Ko Sung-Hyun · Lee Hyun-Il · Lee Yong-Dae · Park Sung-Hwan · Shin Baek-Cheol · Shon Wan-Ho · Yoo Yeon-Seong                                                                                      | Thái Lan (THA) · Songphon Anugritayawon · Suppanyu Avihingsanon · Pollawat Boonpan · Bodin Issara · Maneepong Jongjit · Thitipong Lapho · Boonsak Ponsana · Sudket Prapakamol · Tanongsak Saensomboonsuk · Pakkawat Vilailak  |
| Đơn nữ      | Vương Chí Tiên · Trung Quốc | Vương Tân · Trung Quốc | Hirose Eriko · Nhật Bản |
| Đơn nữ      | Vương Chí Tiên · Trung Quốc | Vương Tân · Trung Quốc | Yip Pui Yin · Hồng Kông |
| Đôi nữ      | Trung Quốc (CHN) · Thiên Khánh · Triệu Vân Lôi | Trung Quốc (CHN) · Vương Tiểu Lệ · Vũ Dương | Hàn Quốc (KOR) · Ha Jung-Eun · Lee Kyung-Won |
| Đôi nữ      | Trung Quốc (CHN) · Thiên Khánh · Triệu Vân Lôi | Trung Quốc (CHN) · Vương Tiểu Lệ · Vũ Dương | Hàn Quốc (KOR) · Kim Min-Jung · Lee Hyo-Jung |
| Đội nữ      | Trung Quốc (CHN) · Cheng Shu · Tưởng Yến Tiêu · Lỗ Lan · Mã Kim · Thiên Khánh · Vương Chí Tiên · Vương Tiểu Lệ · Vương Tân · Vũ Dương · Triệu Vân Lôi | Thái Lan (THA) · Savitree Amitrapai · Duanganong Aroonkesorn · Porntip Buranaprasertsuk · Ratchanok Inthanon · Nichaon Jindapon · Punyada Munkitchokecharoen · Salakjit Ponsana · Sapsiree Taerattanachai · Saralee Thungthongkam · Kunchala Voravichitchaikul | Hàn Quốc (KOR) · Bae Youn-Joo · Jang Ye-Na · Ha Jung-Eun · Hwang Hye-Youn · Kim Min-Jung · Lee Hyo-Jung · Lee Kyung-Won · Pae Sung-Hee · Sung Ji-Hyun · Yoo Hyeon-Yeong                                                       |
| Đội nữ      | Trung Quốc (CHN) · Cheng Shu · Tưởng Yến Tiêu · Lỗ Lan · Mã Kim · Thiên Khánh · Vương Chí Tiên · Vương Tiểu Lệ · Vương Tân · Vũ Dương · Triệu Vân Lôi | Thái Lan (THA) · Savitree Amitrapai · Duanganong Aroonkesorn · Porntip Buranaprasertsuk · Ratchanok Inthanon · Nichaon Jindapon · Punyada Munkitchokecharoen · Salakjit Ponsana · Sapsiree Taerattanachai · Saralee Thungthongkam · Kunchala Voravichitchaikul | Indonesia (INA) · Pia Zebadiah · Adriyanti Firdasari · Shendy Puspa Irawati · Meiliana Jauhari · Maria Febe Kusumastuti · Lilyana Natsir · Nitya Krishinda Maheswari · Greysia Polii · Lindaweni Fanetri · Aprilia Yuswandari |
| Đôi hỗn hợp | Hàn Quốc (KOR) · Shin Baek-Cheol · Lee Hyo-Jung | Trung Quốc (CHN) · Trương Nam · Triệu Vân Lôi | Đài Bắc Trung Hoa (TPE) · Chen Hung-ling · Cheng Wen-hsing |
| Đôi hỗn hợp | Hàn Quốc (KOR) · Shin Baek-Cheol · Lee Hyo-Jung | Trung Quốc (CHN) · Trương Nam · Triệu Vân Lôi | Trung Quốc (CHN) · Hạ Hàn Mẫn · Mã Kim |

## Bảng huy chương
| 1         | Trung Quốc (CHN)        | 5 | 3 | 2  | 10 |
| 2         | Hàn Quốc (KOR)          | 1 | 1 | 5  | 7  |
| 3         | Indonesia (INA)         | 1 | 0 | 3  | 4  |
| 4         | Malaysia (MAS)          | 0 | 2 | 0  | 2  |
| 5         | Thái Lan (THA)          | 0 | 1 | 1  | 2  |
| 6         | Đài Bắc Trung Hoa (TPE) | 0 | 0 | 1  | 1  |
| 6         | Hồng Kông (HKG)         | 0 | 0 | 1  | 1  |
| 6         | Nhật Bản (JPN)          | 0 | 0 | 1  | 1  |
| Tổng cộng | Tổng cộng               | 7 | 7 | 14 | 28 |

## Quốc gia tham dự
Tổng cộng 190 vận động viên từ 17 quốc gia hoàn tất bộ môn cầu lông tại Đại hội Thể thao châu Á 2010:
| - Trung Quốc (20) - Đài Bắc Trung Hoa (20) - Hồng Kông (12) - Ấn Độ (17) - Indonesia (20) - Iraq (1) - Nhật Bản (16) - Ma Cao (6) - Malaysia (18) | - Maldives (3) - Mông Cổ (4) - Nepal (5) - Singapore (2) - Hàn Quốc (20) - Sri Lanka (4) - Thái Lan (20) - Việt Nam (2) |

## Liên kết
- Trang chủ chính thức (cầu lông)